# قانون جدید ازدواج

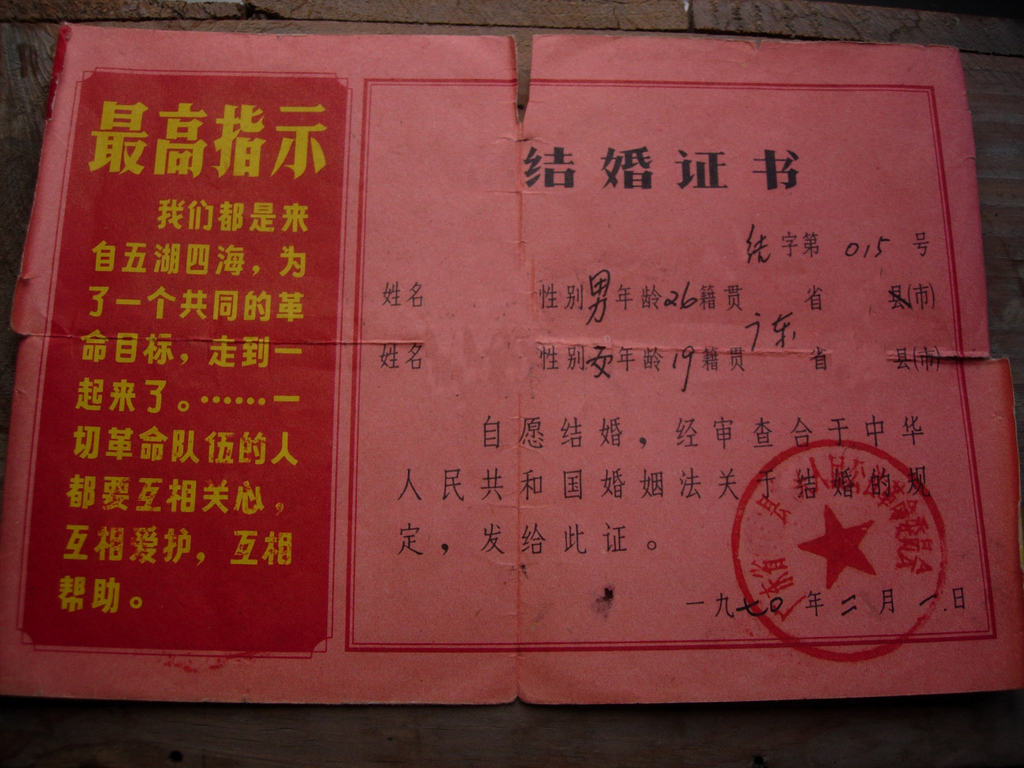
سند ازدواج صادر شده در سال ۱۹۷۰. در این گواهی تأکید شده بود که این زوج "داوطلبانه" و مطابق با قانون جدید ازدواج ازدواج می‌کنند. قسمتی از نقل قول مائوتسه تونگ در سمت راست گواهی ذکر شده بود

قانون جدید ازدواج (همچنین اولین قانون ازدواج، Chinese) یک قانون ازدواج مدنی بود که در ۱ مه ۱۹۵۰ در جمهوری خلق چین تصویب شد. این یک تغییر اساسی نسبت به آداب و رسوم ازدواج مردسالارانه چینی موجود بود و نیاز به حمایت مداوم از کمپین‌های تبلیغاتی داشت. از آن زمان به بعد توسط قانون ازدواج دوم در سال ۱۹۸۰ جایگزین شد. این قانون به‌طور رسمی توسط قانون مدنی در سال ۲۰۲۱ لغو شد
اصلاحات ازدواج یکی از اولین اولویت‌های جمهوری خلق چین بود که در سال ۱۹۴۹ تأسیس شد حقوق زنان یکی از علایق شخصی مائوتسه تونگ بود (همان‌طور که در بیانیه وی: "زنان نیمی از آسمان را بالا نگه می‌دارند")، و از زمان جنبش فرهنگ جدید در دهه‌های ۱۹۱۰ و ۱۹۲۰، دغدغه روشنفکران چینی بود. به‌طور سنتی، ازدواج چینی اغلب ترتیب داده شده یا اجباری بود، صیغه امری عادی بود، و زنان نمی‌توانستند درخواست طلاق کنند.

## پیاده‌سازی
قانون جدید ازدواج در ماه می ۱۹۵۰ توسط خود مائو تسه تونگ به تصویب رسید. این سازمان ثبت احوالی را برای ازدواج‌های قانونی ایجاد کرد، سن ازدواج را برای مردان به ۲۰ سال و برای زنان را به ۱۸ سال رساند و ازدواج با وکالت را ممنوع کرد. هر دو طرف باید به ازدواج رضایت می‌دادند. فوراً به بخش اساسی اصلاحات ارضی تبدیل شد، زیرا زنان در جوامع روستایی دیگر به صاحبخانه‌ها فروخته نمی‌شدند. شعار رسمی این بود: «زن و مرد برابرند، هر کس ارزش نمک خود را دارد.» در نتیجه کمپین‌های تبلیغاتی سالانه از سال ۱۹۵۰ تا ۱۹۵۵ برای رواج این قانون، بیش از ۹۰ درصد ازدواج‌ها در چین ثبت شد و در نتیجه مطابق با قانون جدید ازدواج در نظر گرفته شد. با این وجود، گزارش‌های فدراسیون زنان مواردی از خشونت را هنگام تلاش زنان برای استفاده از حقوق طلاق که توسط قانون به آنها اعطا شده است نشان می‌دهد: برای مثال، فدراسیون زنان Shaanxi، ۱۹۵ مورد مرگ مربوط به موارد ازدواج را تا پایان سال ۱۹۵۰ در آن استان برشمرده است. . به عنوان یک روش اجرایی، فدراسیون زنان «ماه قانون ازدواج» را در سال ۱۹۵۳ ترویج و سازماندهی کرد تا تلاشی برای فرونشاندن درگیری‌هایی که پس از تصویب این قانون ایجاد شده بود. آهنگ‌ها و اپراها برای نشان دادن سقوط «روش‌های قدیمی» اجرا شد.

## تأثیر در ثبت ازدواج
قانون جدید ازدواج که ایجاد شد نیز تأثیر جدیدی بر سیستم ثبت نام موجود در چین داشت. این قانون نه تنها برای زنان برابری می‌کرد، بلکه شرکا را نیز تضمین می‌کرد که از نظر ازدواج انتخابی آزاد داشته باشند. طبق قانون جدید، این سیستم به مقامات اجازه می‌داد ازدواج‌هایی را که اجباری تشخیص داده می‌شد، مانند قاچاق انسان، کودکان و نوزادان، و ازدواج‌هایی که توسط پدرسالاران اجباری می‌شد، رد کنند. زوجی که ازدواج می‌کنند تنها طرف مجاز برای ثبت نام خواهند بود. این سیستم با اجازه دادن به شهروندان برای ایفای نقش در تعیین استانداردهای سالم و کمک به ساختن جامعه جدیدی که بسیار متفاوت از گذشته است، به ایجاد انتظارات جدیدی از ازدواج کمک می‌کند.

## تأثیر
نرخ طلاق در چین، اگرچه کمتر از کشورهای غربی است، اما در حال افزایش است. زنان چینی نیز اهمیت مالی بیشتری در خانواده دارند. بحث‌های تاریخی در مورد اثربخشی قانون جدید ازدواج از نظر تعهد دولت به این سیاست و در نتیجه موفقیت آن وجود دارد.

## قانون ازدواج دوم
قانون جدید ازدواج در سال ۱۹۸۰ توسط قانون ازدواج دوم به روز شد، که طلاق را آزاد کرد، سیاست تک فرزندی را تقویت کرد و به دادگاه‌ها دستور داد تا از منافع زنان و کودکان در توزیع اموال در طلاق حمایت کنند.
ماده ۲۸ قانون ازدواج سال ۱۳۵۹ نیز وظایف نسل جوان به بزرگتر و از نسل قدیم به جوان را رسمیت می‌دهد:
پدربزرگ و مادربزرگ یا پدربزرگ و مادربزرگ مادری که استطاعت مالی دارند وظیفه دارند نوه‌های خود را که صغیر هستند و پدر و مادرشان فوت کرده‌اند یا توانایی تربیت آنها را ندارند تربیت کنند. نوه‌ها یا نوه‌های مادری که توانایی مالی دارند، وظیفه دارند از پدربزرگ و مادربزرگ خود یا پدربزرگ و مادربزرگ مادری که فرزندانشان فوت کرده‌اند یا هیچ وسیله‌ای برای حمایت از آنها ندارند، حمایت کنند.
بندهای خروج در قانون ("چه کسی می‌تواند آن را بپردازد") سخاوتمندانه اعمال می‌شود. این قانون با اعمال یکسان برای «پدربزرگ و مادربزرگ یا پدربزرگ و مادربزرگ مادری»، رد ترجیح سنتی برای مادربزرگ پدری را نیز رسمیت می‌بخشد. این ترجیح فرهنگی سنتی به دنبال موفقیت کمونیست‌ها در جنگ داخلی چین از بین رفته بود.
به روز رسانی‌های بیشتر در سال ۱۹۸۳ روند قانونی ازدواج بین شهروندان چینی و اتباع خارجی را رسمیت بخشید. قانون ازدواج دوم نیز در سال ۲۰۰۱ اصلاح شد تا زندگی مشترک افراد متأهل با شخص ثالث را غیرقانونی اعلام کند، با هدف جلوگیری از ظهور مجدد صیغه در شهرهای بزرگ.